# HOXC11
HOXC11 (англ. Homeobox C11) – білок, який кодується однойменним геном, розташованим у людей на довгому плечі 12-ї хромосоми. Довжина поліпептидного ланцюга білка становить 304 амінокислот, а молекулярна маса — 33 748.
| 10         |  | 20         |  | 30         |  | 40        |  | 50         |
| ---------- |  | ---------- |  | ---------- |  | --------- |  | ---------- |
| MFNSVNLGNF |  | CSPSRKERGA |  | DFGERGSCAS |  | NLYLPSCTY |  | MPEFSTVSF  |
| LPQAPSRQIS |  | YPYSAQVPV  |  | REVSYGLEPS |  | GKWHRNSYS |  | SCYADELM   |
| HRECLPSTV  |  | TEILMKNEGS |  | YGHPSAP    |  | HATPAGFYS |  | VNKNSVLPQA |
| FDRFDNAYC  |  | GDPAEP     |  | CSGKGEAKGE |  | PEAPASGLA |  | SRAEAGAEAE |
| AENTNPS    |  | SGSAHSVAKE |  | PAKGAPNAP  |  | RTRKRCPYS |  | KFQIRELERE |
| FNVYINKE   |  | KRLQLSRMLN |  | LTDRQVKIWF |  | QNRMKEKL  |  | SRDRLQYFSG |
| NPL        |  |            |  |            |  |           |  |            |

Кодований геном білок за функцією належить до білків розвитку. 
Задіяний у таких біологічних процесах, як транскрипція, регуляція транскрипції. 
Білок має сайт для зв'язування з ДНК. 
Локалізований у ядрі.